# Ilha French (Victoria)

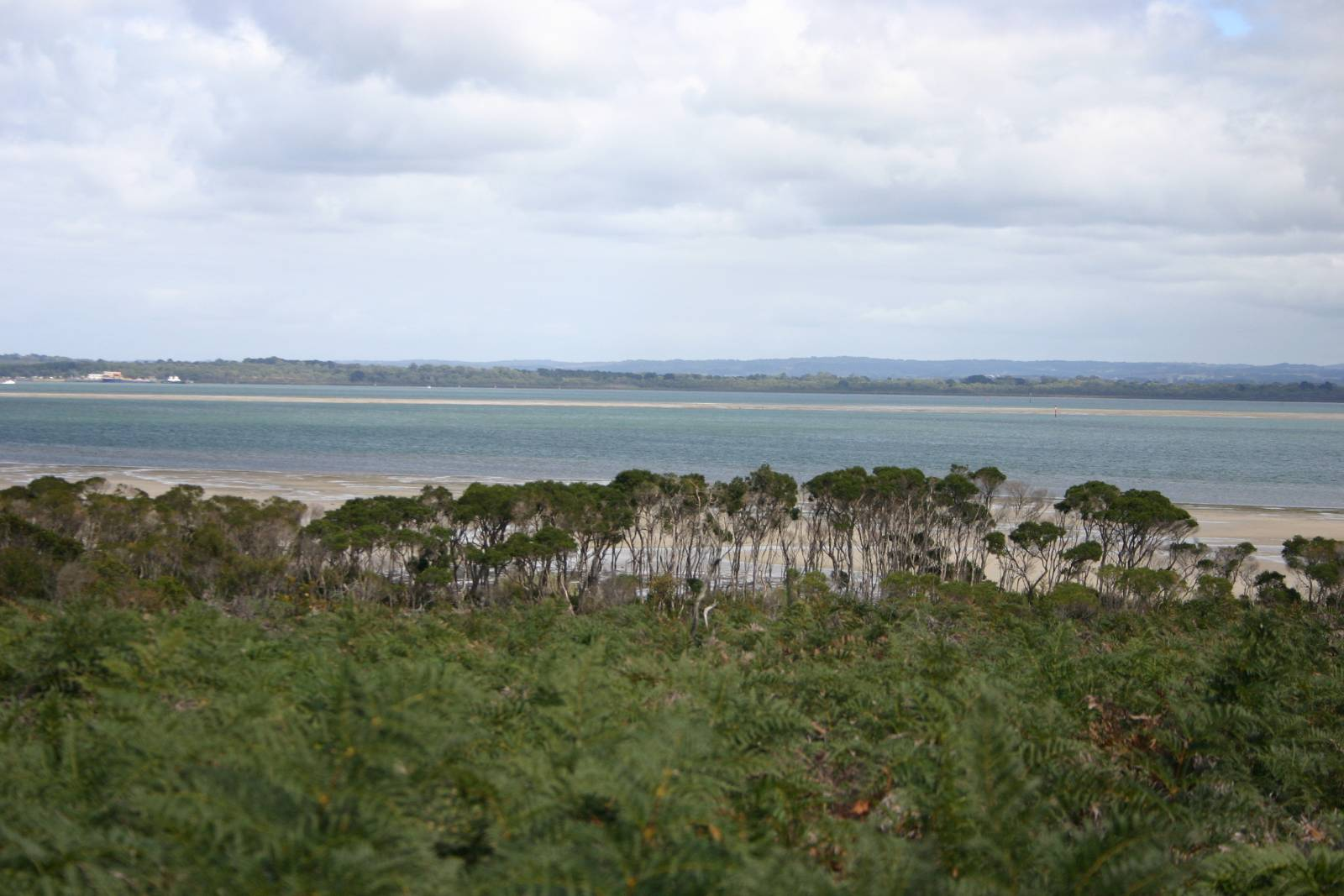
Western Port, Victoria olhando para o oeste da French Island, março de 2005

French Island (Ilha Francesa) é uma ilha localizada em Western Port, Victoria, Austrália, 61 km a sudeste de Melbourne.